# 홀리 스피리트 하이 스쿨
홀리 스피리트 하이 스쿨(Holy Spirit High School)은 미국 뉴저지주에 있는 사립 고등학교이다.

## 개교
이 학교는 1922년에 첫 개교되었다.

## 트리비아
미국의 가수 브라이언 주은 1993년에 이 학교를 수료한 바 있다.